# FEMNET
FEMNET (Red de Desarrollo y Comunicación de las Mujeres Africanas) es una organización panafricana creada en 1988 para promover el desarrollo, la igualdad y apoyar los Derechos Humanos de las mujeres en África a través de la defensa, la formación y la comunicación. Está basada en Nairobi (Kenia).
Desarrolla campañas contra la Mutilación Genital Femenina y el matrimonio precoz, la violencia contra las mujeres y niñas, empoderamiento y liderazgo político femenino, derechos sexuales y reproductivos y justicia económica.
En 2019 la organización está presente en 48 países africanos, en las 5 subregiones de África y cuenta con 620 miembros.

## Actividades y campañas
FEMNET trabajó inicialmente para apoyar las redes de mujeres africanas ante la celebración en 1995 de la Cuarta Conferencia Mundial de la Mujer celebrada en Beijing.  La organización ha trabajado con la Comisión de la Condición Social y Jurídica de la Mujer de la ONU, la Conferencia Mundial en contra Racismo y la Unión africana (AU). Entre los temas trabajados con la Unión Africana está el protocolo en los Derechos de Mujeres en África de la Carta africana de los Derechos Humanos y de los Pueblos, el Consejo Económico Social y Cultural (ECOSOOC) y la Sociedad Alianza para el Desarrollo de AFRICA (NEPAD).
Realizó su primer taller sobre género en 1990 en Kenia trabajando con UNICEF y la Agencia Canadiense de Desarrollo Internacional (CIDA). El taller apoyó la formación de formadores y con la experiencia se desarrollaron nuevos materiales. Entre 1993 y 1999 FEMNET realizó talleres en Suazilandia, Zambia, Estados Unidos y Malawi apoyados por el Fondo de Población de las Naciones Unidas (UNFPA), UNICEF y la Agencia de Estados Unidos para Desarrollo Internacional (USAID). En el 2000 FEMNET organizó sesiones de formación en Sudáfrica, Uganda y Ghana.

### BringBackOurGirls
En 2014 FEMNET fue una de las organizaciones que lanzaron la campaña #BringBackOurGirls para reclamar el rescate de las más de 200 niñas secuestradas en Nigeria por el grupo yihadista Boco Haram.

## Directoras ejecutivas anteriores
- Njoki Wainaina
- Lynne Muthoni Wanyeki
- Therese Niyondiko[7]

## Presidentas anteriores
- Sara Hlupekile Longwe
- Mama Koite Doumbia, ganadora en 2011 del FAMEDEV Premio de Género.[8]